# Dvor (Zenica, BiH)
Dvor je naseljeno mjesto u sastavu općine Zenice, Federacija Bosne i Hercegovine, BiH. Nalazi se podno uzvisine Huma (786 m). U selu je škola. U blizini je površinski kop rudnika ugljena Zenica.

## Upravna organizacija
Godine 1981. pripojeno mu je naselje Živkovići koje je ukinuto, i zatim je pripojena naselju Mošćanici (Sl.list SRBiH 28/81 i 33/81)

## Stanovništvo
Prema popisu 1981. ovdje su živjeli:
- Muslimani - 393
- Srbi - 49
- Jugoslaveni - 19
- ostali i nepoznato - 2
- UKUPNO: 462